# حوزه انتخابیه اول میسیسیپی
حوزه انتخابیه اول میسیسیپی یک حوزه انتخابیه مجلس نمایندگان آمریکا است که در ایالت میسیسیپی قرار دارد.